# The Brave Little Toaster
The Brave Little Toaster (La tostadora valiente en España, El tostadorcito valiente en Hispanoamérica, Las aventuras de Tosti y sus amigos en Argentina) es una película animada de 1987 dirigida por Jerry Rees y producida por Hyperion Pictures junto con The Kushner-Locke Company y distribuida en varias zonas por Walt Disney Pictures. Está basada en la novela escrita por Thomas M. Disch, El valiente tostadorcito, que apareció por primera vez en The Magazine of Fantasy & Science Fiction en 1980. Muchos miembros de Pixar Animation Studios estaban involucrados con esta película incluyendo John Lasseter (cuya marca comercial A113 aparece en la puerta principal) y Joe Ranft.

## Sinopsis
Esta película cuenta la historia de la tostadora, Kirby, (la Kirby aspiradora), Manty (la manta/esterilla eléctrica), Lampy (la lámpara extensible) y la radio quienes viven en una casa de campo junto a su dueño Robert. Como un niño, Robert jugaba con ellos, pero un día, se fue desde entonces los aparatos han estado esperando el día que su dueño volviera, pero una mañana alguien se bajó de un coche y colocó un cartel de "EN VENTA" delante de la casa. Así que deciden ir con una batería a buscar a su dueño a la ciudad. Pero se desvían y acaban en cascadas, lagos y tiendas de piezas de aparatos. Por otra parte el dueño que ya es mayor y tiene que irse a la universidad quiere ir a la casa de campo por sus cosas, los aparatos de la casa moderna se enteran y deciden deshacerse de ellos y cuando los aparatos llegan a la casa estos los tiran a un contenedor rumbo a un desguace.
Pero Robert, su dueño, antes de ir a la universidad decide ir con su novia al desguace a ver si encuentran algún chollo y encuentra así todos sus cosas, se los lleva a su casa y los arregla, más tarde se los lleva con él a la universidad.

## Reparto
| La versión original contó con las voces de: - Deanna Oliver - Toaster - Timothy E. Day - Blanky - Jon Lovitz - Radio - Thurl Ravenscroft - Kirby - Phil Hartman - Air Conditioner - Timothy Stack - Lampy - Joe Ranft - Elmo St. Peters - Wayne Kaatz - Rob - Colette Savage - Chris - Jonathan Benair - TV | La versión española contó con las voces de: - Belén Roca - Tostadora - Miguel Ángel Jenner - Kirby - Graciela Molina - Manty - Pep Sais - Lampy - Juan Antonio Bernal - Radio - Juan Carlos Gustems - Aire Acondicionado - Jordi Pons - Robert - Nuria Mediavilla - Cris - Adriá Friás - Elmo St. Peters - Rafael Calvo - Anunciante en la radio - Xavier Fernandez - Ardilla/Locutor de TV |

### Español - Los Ángeles, EE.UU. (1987)
| La versión angelina contó con las voces de: - Victor Mares Jr. - Tostadora - Jorge García - Kirby - Marcela Bordes - Manty - Arturo Mercado - Lampy - Jorge Roig - Radio - Javier Pontón - Aire Acondicionado - Jesús Brock - Robert - Fabiola Stevenson - Cris - Erika Robledo - Elmo St. Peters - Humberto Amor - Televisión La versión mexicana contó con las voces de: - Arturo Mercado Jr. - Tostadora - Eduardo Fonseca - Kirby - Cecilia Gómez - Manty - Roberto Carrillo - Lampy - Enrique Mederos - Radio - Juan Felipe Preciado - Aire acondicionado - René García - Robert - Víctor Ugarte - Robert (niño) - Queta Calderón - Cris - Bernardo Ezeta - Televisión |

## Producción
Los derechos cinematográficos de El valiente tostadorcito, la novela original, fueron comprados por los estudios Disney en 1982, dos años después de su aparición en la prensa. Después de John Lasseter y Glen Keane había terminado un cortometraje 2D/3D prueba basada en el libro Donde viven los monstruos, Lasseter y Thomas L. Wilhite decidieron que querían hacer un reportaje completo de esta manera. La historia que eligieron fue La tostadora valiente, pero en su entusiasmo, se encontraron con problemas lanzando la idea de dos altos ejecutivos de Disney, de animación administrador Ed Hansen, y la cabeza de los estudios Disney Ron Miller. Durante el lanzamiento Lasseter y Wilhite, la película fue rechazada debido a los costos de tener tradicionalmente personajes animados dentro caros los fondos generados por ordenador. Unos minutos después de la reunión, Lasseter recibió una llamada telefónica de Hansen y le pidió que bajara a su despacho, donde Lasseter se le dijo que su trabajo había terminado. El desarrollo fue trasladado a los nuevos retratos de Hyperion, la creación de los antiguos empleados de Disney Wilhite y Willard Carroll, Que tuvo la producción junto con ellos.
Con Disney respaldando el proyecto, La tostadora pronto se convirtió en un esfuerzo independiente, la empresa de electrónica TDK y el distribuidor de videos CBS, Fox pronto se unió pulg En 1986, Hyperion comenzó a trabajar sobre la historia y los personajes, con Taiwán Wang Film Productions para la unidad exterior. El costo se redujo a $ 2.3 millones que comenzara la producción. Jerry Rees, Un miembro de la tripulación en dos anteriores películas de Disney, The Fox and the Hound y Tron, Y un amigo de Lasseter, fue elegido para dirigir la película, y fue también un escritor en el guion junto con Joe Ranft. Inspiración de Rees para la emisión de la voz de los Groundlings grupo de improvisación, algunos de cuyos miembros (Jon Lovitz, Phil Hartman, Timothy Stack, Y Mindy esterlina) Caracteres voz en la película. Lovitz y Hartman eran estrellas de Saturday Night Live en ese momento. El estilista de color fue el veterano animador de Disney Ken O'Connor.

## Música
La tostadora valiente contiene canciones de Van Dyke Parks y una partitura compuesta y dirigida por David Newman. La partitura de Newman para esta película fue una de sus obras anteriores y, al parecer uno que se sentía muy cerca. No lo ven como una película demasiado feliz y decidió darle una partitura espectacular para acompañar esa idea.
- "City of Lights" es cantada por los cinco aparatos principales, que salen en busca del dueño. Se convierte en un tema de la partitura orquestal en el resto de la película.
- "It's A 'B' Movie" se realiza por la tienda de electrodomésticos con demencia partes, que han perdido la cabeza después de ver a Elm St. Peters desmantelar su propia clase de piezas de repuesto. Cuenta con un órgano de tubos como uno de los principales instrumentos es un homenaje a varias películas de terror famosas.
- "Cutting Edge" es una canción con un ritmo techno compuesta casi en su totalidad de instrumentos sintetizados, cantada por los aparatos nuevos.
- "Worthless" es cantada por el depósito de chatarra se ha roto por coches, cada uno cantando unos versos sobre su vida antes de ser aplastado y muerto por el compactador.

| Pista | Título                                | Duración |
| ----- | ------------------------------------- | -------- |
| 1     | Main Title                            | 02:23    |
| 2     | They All Wake Up                      | 02:42    |
| 3     | Blanket's Dream                       | 02:28    |
| 4     | The Air Conditioner Blows             | 01:20    |
| 5     | They Decide to Go                     | 00:52    |
| 6     | They Look For Transportation          | 00:50    |
| 7     | Out Into the World                    | 01:40    |
| 8     | City of Lights                        | 02:59    |
| 9     | Blanket Looks for a Place to Sleep    | 01:04    |
| 10    | The Pond / Busby Berkley / The Meadow | 05:35    |
| 11    | Toaster's Dream                       | 01:16    |
| 12    | The Storm                             | 01:46    |
| 13    | Blanket is Blown Away                 | 01:37    |
| 14    | The Waterfall                         | 00:58    |
| 15    | Vacuum Rescues the Group              | 01:29    |
| 16    | They Sink in the Mud                  | 01:26    |
| 17    | In the Shop                           | 00:56    |
| 18    | Blender's Motor is Sold               | 01:30    |
| 19    | It's A 'B' Movie                      | 03:03    |
| 20    | Radio is Stalked                      | 01:04    |
| 21    | Happy Travel                          | 01:12    |
| 22    | Into the City                         | 01:29    |
| 23    | Cutting Edge                          | 02:29    |
| 24    | Junkyard Montage                      | 01:25    |
| 25    | Worthless                             | 04:26    |
| 26    | Finale                                | 07:01    |
| 27    | End Title                             | 03:36    |

## Canciones cantadas
- The City of Lights (La Ciudad De La Luz)
- It's Like A Movie/It's A 'B' Movie Show (Cómo En El Cine/Escenas De Terror)
- Cutting-Edge/More, More, More (Vanguardista/Más, Más, Más)
- Worthless (Inútil)

## Estrenos
Esta película se estrenó el 10 de julio de 1987 en Estados Unidos, y llegó hasta el Festival de Cine de Sundance del año siguiente. A pesar de ser uno de los favoritos con el público del festival, no pudo encontrar un distribuidor. De Disney, que tenía el vídeo y los derechos de televisión, retiró su distribución en salas oficiales, con la intención que se muestra en su nuevo servicio prémium de cable en su lugar. En España la película se estrenó en VHS el 29 de junio de 1989.
- Estados Unidos : 10 de julio de 1987
- Estados Unidos: 15 de enero de 1988 (Sundance Film Festival)
- Estados Unidos: 31 de mayo de 1989 (USA Film Forum)
- Estados Unidos: marzo de 1990 (Washington D. C.)
- Alemania: 19 de diciembre de 1987
- Argentina: 16 de julio de 1987
- Chile: 19 de julio de 1987
- España: 29 de junio de 1989

## Controversia
Hubo cierta controversia sobre La tostadora valiente, ya que algunas partes de la película fueron considerados demasiado miedo para los niños más pequeños, a pesar de ser lanzado en un momento donde había películas animadas oscuras, como The Black Cauldron y The Secret of NIMH. La película incluye un aire acondicionado que pasa balísticos hasta el punto donde se explota, una secuencia en la que la tostadora tiene una pesadilla en la que sale un payaso vestido de bombero, una escena donde un motor de licuadora fue retirado, dejando la licuadora muerta, y algunas palabras malsonantes (en la misma frase utilizando maldita y el infierno). El punto culminante fue especialmente preocupante, como cuando la tostadora se sacrifica para salvar a su dueño de un compactador de basura, el compactador había terminado con las vidas de ocho automóviles (incluyendo un coche de carreras, un coche de boda, un coche fúnebre, y una furgoneta) a través de la canción "Inútil".

## Diferencias entre la película y el libro
Hay numerosas comparaciones de la novela entre la película:
| Libro | Película |
| --- | --- |
| el aire acondicionado solo es mencionado por uno de los personajes. Menciona que el aire acondicionado murió cuando pasó su fecha de caducidad.        | él aparece, pero murió por sobrecalentamiento. Más tarde el dueño lo arregla y resucita.                                                                        |
| Los aparatos no son representados como masculinos o femeninos (para ser exactos que no tienen nombre) en el libro. Son llamados individualmente "eso". | la tostadora, Manty, Lampy, Radio, Kirby, el aire acondicionado, y todos los personajes y otros aparatos son representados como hombres y mujeres, con nombres. |
| Manty está más crecido, a juzgar por las ilustraciones del libro de él.                                                                                | Manty es representado como un niño pequeño. |
| la radio es en realidad un radio-reloj y tiene una cara.                                                                                               | la radio no tiene cara. |
| cuando Manty está atrapado en un árbol después de desaparecer, dos ardillas que viven en el árbol preguntan por su ayuda.                              | Kirby le ayuda. |
| el nombre del aspirador es "Hoover". | su nombre es Kirby. |
| Hoover (Kirby) se dice que es el líder del grupo en lugar de la tostadora.                                                                             | la tostadora es la líder. |
| los aparatos nuevos que tienen el dueño son mucho más amables.                                                                                         | los aparatos nuevos son villanos. |
| se encuentran con un río y encuentran un barco para resolver el problema.                                                                              | tratan de cruzar una cascada, pero caen y terminan en una zona pantanosa.                                                                                       |
| de Elmo St. Peters es el propietario del depósito de chatarra.                                                                                         | él es dueño de una tienda de partes de objetos. |
| Lampy es una lámpara tensor de escritorio. | Lampy es solo una lámpara de escritorio. |
| En el final del libro, la tostadora y el resto viven felices para siempre con un nuevo dueño.                                                          | En el final de la película, viven felices con el mismo dueño.                                                                                                   |

## Cameo
Existe un cameo de La tostadora valiente en el episodio navideño «Christmas in Oz» de The Oz Kids.

## Edición especial DVD
En el año 2005 salió a la venta la edición especial en DVD. Se trataba de una remasterización de la película.